# 2020年霍洛炸彈襲擊
2020年霍洛炸彈襲擊事件（英語：2020 Jolo bombings）發生於2020年8月24日，一群隷屬於阿布沙耶夫組織、自稱是聖戰主義者的叛亂者於菲律宾蘇祿省霍洛引爆兩枚炸彈，導致14人死、75人傷。第一宗襲擊於菲律賓陸軍人員在協助進行2019冠状病毒病相關的人道工作時發生。而第二宗為一宗自殺式炸彈炸擊，於卡梅爾山聖母大教堂附近發生。

## 背景
在過去的30多年間，阿布沙耶夫曾發動多次恐怖襲擊事件，以支持蘇祿省脫離菲律賓獨立，並構成摩洛衝突的一部份。縱然菲律賓整體上以基督教徒為大宗，但蘇祿省的人民大多卻信奉伊斯蘭教。2004年，阿布沙耶夫發動菲律賓史上最嚴重的恐怖襲擊，轟擊一艘渡船，導致116人死亡。2016年，該組織立誓加入並忠誠擁護伊斯兰国。他們因使用簡易爆炸裝置和綁架勒索外國人而知名，尤其在蘇祿省內為甚。
2020年8月，在炸彈襲擊事件前的數天，菲律賓政府拘捕大量隷屬於阿布沙耶夫的激進分子。蘇洛省的保安部隊因擔憂該等組織作出報復行動而高度警惕。

## 襲擊詳情
2020年8月24日上午11時54分，一輛軍用貨車正停泊於蘇祿省霍洛商業區天堂美食廣場外。此時，一枚放置於該貨車附近的摩托車炸彈遭引爆。是次爆炸令六名士兵、六名非軍事人員及一名警員死亡，另有69人受傷。一小時後，在下午12時57分，一名女性自殺式炸彈襲擊者走近封鎖現場，並意圖進入現場。正當士兵竭力阻止之際，她引爆身攜的炸彈，導致她和有關士兵死亡，同場6名警員亦告受傷。第二宗爆炸於距離首宗爆炸事件現場約100（110碼）外、菲律賓發展銀行的一間分行對出發生。有關襲擊合計導致7名士兵、1名警員及6名非軍士人員死亡，另有21名士兵、6名警員及48名非軍事人員受傷。是次炸彈襲擊案所處位置與2019年霍洛天主教堂爆炸案發生地點相距甚近。

## 餘波
翌日，伊斯蘭國—東亞省（或稱阿布沙耶夫）承認發動襲擊。政府當局相信，隸屬阿布沙耶夫的炸彈製造者蒙迪·薩瓦詹製造炸彈，並為襲擊者提供有關裝備。而在事件過後，蘇祿省全省進入封鎖狀態。
2020年8月29日，一群士兵正於帕蒂库尔搜尋炸彈襲擊事件的行兇者期間，遭到隷屬阿布沙耶夫的激進分子攻擊。是次槍戰導致1名菲律賓士兵死亡，亦有7名同伴受傷；槍戰中亦有2名阿布沙耶夫分子死亡。

### 六月槍擊案
6月29日（亦即是炸彈襲擊發生前的約兩個月），4名陸軍情務人員於蘇祿省內調查2名可能存在的女性自殺式炸彈襲擊者時，遭2名霍洛警員在一宗槍擊事件中槍斃，而有關警員當時正策畫新的證據，試圖掩飾事件。由於炸彈襲擊發生於槍擊案調查工作的中段，軍方指出有關事件干擾了或有助於避免炸彈襲擊的情務工作，肇事警員與自殺式炸彈襲擊者有牽連。

## 反應
總統發言人哈里·羅克於襲擊發生後即時讉責有關炸彈襲擊行為，並指出「有關當局正進行調查，包括但不限於確認這些殘忍襲擊背後的人或群體」。內閣秘書卡羅·諾格拉斯以「可能最強烈的措辭」譴責有關襲擊，且認為恐怖主義「在文明社會中無處可容」。他亦指出將會為在「毫無人道可言的襲擊」背後的人帶來懲罰。據反恐專家暨菲律賓和平、暴力與恐怖主義研究院院長隆美爾·C·班勞伊博士指出，2020年霍洛炸彈襲擊有強烈的迹象顯示自殺式恐怖主義（suicide terrorism）已成為菲律賓面臨的一種新恐慌。他亦指出，即使是在該襲擊發生之前，「菲律賓自殺式恐怖主義的冒起，源於國內的伊斯蘭國境外恐怖主義戰士因傳播暴力極端主義意識形態（ideology of violent extremism）而引起的蔓延效應。伊斯蘭國境外恐怖主義戰士利用國內不滿、歷史仇恨與不公平之感，以使在菲律賓傳遞極端主義，尤其是在棉兰老岛內受衝突影響的地區。暴力極端主義是將菲律賓境內的恐怖主義合理化的意識形態」。